# Xiulit
Xiulit és una revista valenciana de còmic editada per Pablo Herranz. Va començar a publicar-se en abril de 2015, amb contingut de Miguel Calatayud o Sento Llobell. En el sisé número, Calatayud va començar a publicar una sèrie inèdita anomenada Raboseta i Rabosot.

## Sèries
| Títol                 | Autoria                           | Procedència          | Números |
| --------------------- | --------------------------------- | -------------------- | ------- |
| Lluc Passarell        | Jean-Luc Hiettre                  | Spirou               | 1-7     |
| Contes i llegendes    | Jordi Peidro                      | pròpia               | 1-      |
| Agito Cosmos          | Fabien Mense Olivier Milhaud      | Tchô!                | 1-9     |
| Siniamon              | Toni Benages i Gallard            | Ara Kids             | 1-      |
| Els dinosaures        | Arnaud Plumeri Bloz               | Bamboo Édition       | 1-10    |
| Les sisters           | William Maury Christophe Cazenove | Bamboo Édition       | 1-      |
| Rabosseta i Rabossot  | Miguel Calatayud                  | pròpia               | 6-      |
| Football Club         | Beppe Ramello Giuseppe Ferrario   | Il Giornalino        | 8-      |
| Els pirates de pangea | Daniel Hartwell Neill Cameron     | David Fickling Books | 9-      |
| Lluna i Xiu           | Lydia Sánchez                     | pròpia               | 11-     |